# Малощетинковые черви
Малощети́нковые черви, или олигохе́ты (лат. Oligochaeta; от др.-греч. ὀλίγος — «мало» и др.-греч. χαίτη — «волос»), — подкласс кольчатых червей из класса поясковых (Clitellata). Широко известны по подгруппе земляных (дождевых) червей.

## Местообитание
Малощетинковые черви — в основном наземные и пресноводные аннелиды; некоторые виды вторично перешли к обитанию в морской среде, особенно в эстуариях и интерстициали. Пресноводные олигохеты, обладающие, как правило, небольшими размерами тела, обитают в глинистых и илистых осадках, а также среди водной растительности. Морские — в основном крошечные интерстициальные животные, встречающиеся на самых разных глубинах — от литорали до больших глубин.

## Строение тела

Внутреннее строение малощетинкового червя: 1 — кишка, 2 — тифлозоль, 3 — щетинка, 4 — кутикула, 5 — кровеносные сосуды, 6 — эпидермис, 7 — мускулатура, 8 — диссипимент, 9 — мочевой пузырёк с нефридиопором, 10 — нефростом, 11 — ганглий с нервными стволами.

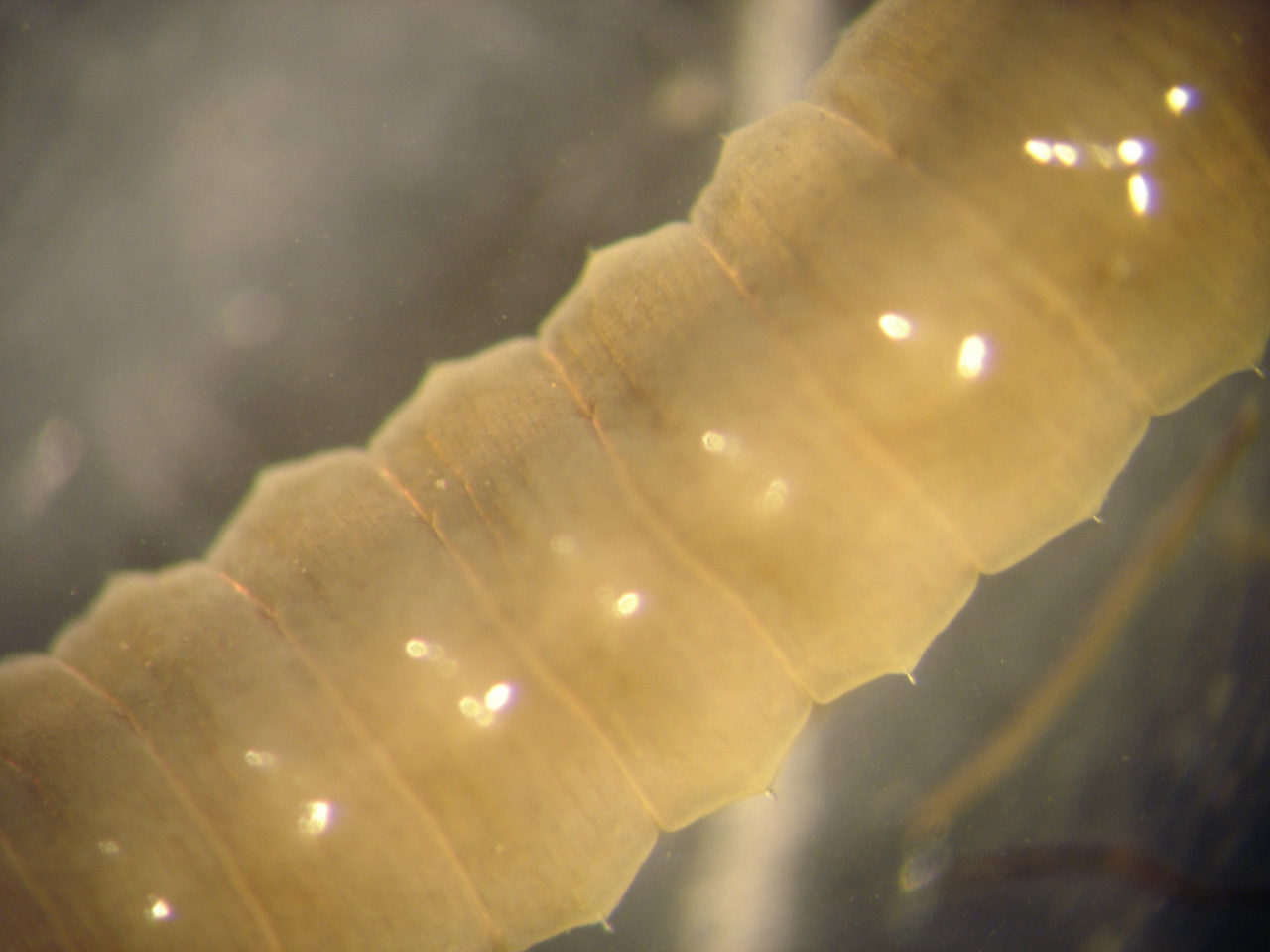
Щетинки дождевого червя

Тело малощетинковых червей сильно вытянутое, цилиндрическое. Длина тела — от долей миллиметра до 2,5 м (некоторые дождевые черви). Имеется вторичная полость тела — целом. Сегментация тела хорошо выражена внутри и снаружи. Число сегментов составляет от 5—7 до 600. В каждом сегменте есть целомические мешки, смыкающиеся с брюшной и спинной стороны. Эти мешки повторяются в каждом членике и как бы подвешены на брыжейке, или мезентерии. Два соседних целомических мешка разделены перегородками — диссепиментами. Параподии отсутствуют. Покровы содержат большое количество кожных желез, выделяющих слизь. Каждый сегмент тела содержит по несколько пар щетинок, собранных в пучки. Число щетинок в пучке варьирует от одной до 25. Головной отдел выражен слабо. У большинства видов дыхание кожное, специализированные жабры есть только у немногих олигохет. Некоторым видам присущи так называемые «дыхательные движения» — колебания тела в потоке воды.

### Пищеварительная система
Пищеварительные органы обычно велики и приспособлены к прохождению больших масс почвы и донного грунта, которыми большинство червей питается. В пищеварительной системе три отдела: передний, средний и задний. К переднему относятся: ротовая полость, мускулистая глотка, пищевод, зоб, мышечный желудок. В полость пищевода дождевых червей открываются протоки трех пар известковых желез, секреты которых нейтрализуют гуминовые кислоты, содержащиеся в пище. В средней кишке имеется складка — тифлозоль, расположенный дорсально (то есть со стороны спины), который увеличивает всасывающую поверхность.

### Нервная система и органы чувств
Нервная система узлового (ганглионарного) типа. Имеются парные надглоточные ганглии, связанные с брюшной нервной цепочкой коннективами, а два соседних нервных узла брюшной нервной цепочки в сегменте соединены комиссурами. В свою очередь, парные надглоточные ганглии (так называемый мозг) делятся на три части: протоцеребрум, мезоцеребрум, дейтоцеребрум.
Органы чувств развиты слабо. Глаза и щупальца у большинства форм отсутствуют. Имеются чувствующие щетинки, обонятельные ямки и статоциты.

### Выделительная система
Выделительная система представлена метанефридиями типа целомодуктов. Они начинаются воронками (нефростомами) в целоме, а открываются наружу в следующем сегменте нефридиопорами, причём в канальцах метанефридиев происходит сгущение продуктов обмена веществ, а жидкость снова выбрасывается в целом (это приспособление к жизни на суше). У некоторых видов непосредственно перед нефридиопором каналец расширяется и образует мочевой пузырек. Нефридиопоры обычно располагаются на вентро-латеральной поверхности каждого сегмента. Как правило, в каждом сегменте присутствуют два метанефридиальных канальца. Исключение составляют лишь самые передние и самые задние сегменты тела.

### Половая система
Для олигохет характерен синхронный гермафродитизм, вынашивание небольшого количества крупных, богатых желтком яиц в защитной и питающей структуре — коконе, секретируемом пояском, и сильно редуцированное число гонад. Хорошо развитые гонады локализованы в небольшом числе половых сегментов в передней половине червя. Женский половой сегмент (или сегменты) всегда располагается следом за мужскими. У большинства водных форм имеется один мужской сегмент, за которым следует один женский сегмент, тогда как виды, относящиеся к наземным таксонам, часто имеют два мужских сегмента. Положение половых сегментов варьирует у представителей разных таксонов.
Парные яичники и семенники располагаются на передней септе полового сегмента. Они прикреплены к её задней поверхности и выдаются в целомическую полость. Созревающие гаметы освобождаются из гонад на ранних стадиях гаметогенеза и попадают в специализированные целомические мешки, которые соответственно носят названия семенных мешков (когда речь идет о сперме) или яйцевых мешков (когда речь идет о развивающихся яйцеклетках). В этих мешках завершается формирование гамет.
Каждый половой сегмент снабжен двумя гонодуктами; семяпроводами для выведения спермы или яйцеводами, по которым выводятся яйца. Гонодукты тянутся назад через один или несколько сегментов, после чего открываются на вентральной поверхности тела.

### Кровеносная система
Кровеносная система замкнутая. Представлена спинным и брюшным сосудами, соединенными кольцевыми перемычками. Движение крови обеспечивается сокращением спинного и кольцевых сосудов. У дождевых червей обнаруживается несколько специфических особенностей, к числу которых можно отнести присутствие капилляров в толще покровов и наличие сердец, которые у многих олигохет функционально дополняют работу сократимого спинного кровеносного сосуда. Сердца представляют собой расширенные мускулистые области околокишечных сосудов, связывающие брюшной и спинной продольные сосуды. Число сердец варьирует. Lumbricus имеет пять пар сердец, кольцами охватывающих пищевод. Tubifex имеет лишь одну пару околокишечных сердец. Сердца снабжены клапанами, представляющими собой складки их стенок.

## Питание
Большинство водных и наземных олигохет — «мусорщики», питающиеся мертвой органикой, в первую очередь растительного происхождения. Дождевые черви питаются разлагающейся органикой поверхностного слоя почвы и могут затаскивать опавшие листья в норки. Будучи детритофагами, они поглощают органический материал вместе с заглатываемым грунтом. Мелкодисперсный детрит, водоросли и микроорганизмы — важные источники пищи для некрупных пресноводных форм. Часто встречающиеся маленькие олигохеты Aeolosoma собирают детрит с помощью простомиума. В процессе питания червь прижимает вентральную, покрытую ресничками поверхность простомиума к субстрату, после чего центральная часть этого ресничного поля благодаря сокращению мышц приподнимается. В образовавшейся перевернутой «чашечке» создается разрежение, отрывающее от субстрата мелкие частицы детрита. Активно работающие реснички простомиума загоняют их в рот. Представители рода Chaetogaster — маленькие плотоядные олигохеты — захватывают пищу (амёб, инфузорий, коловраток и личинок трематод), используя для этого сосательную глотку. Кроме того, они часто паразитируют в пресноводных моллюсках.

## Размножение и развитие

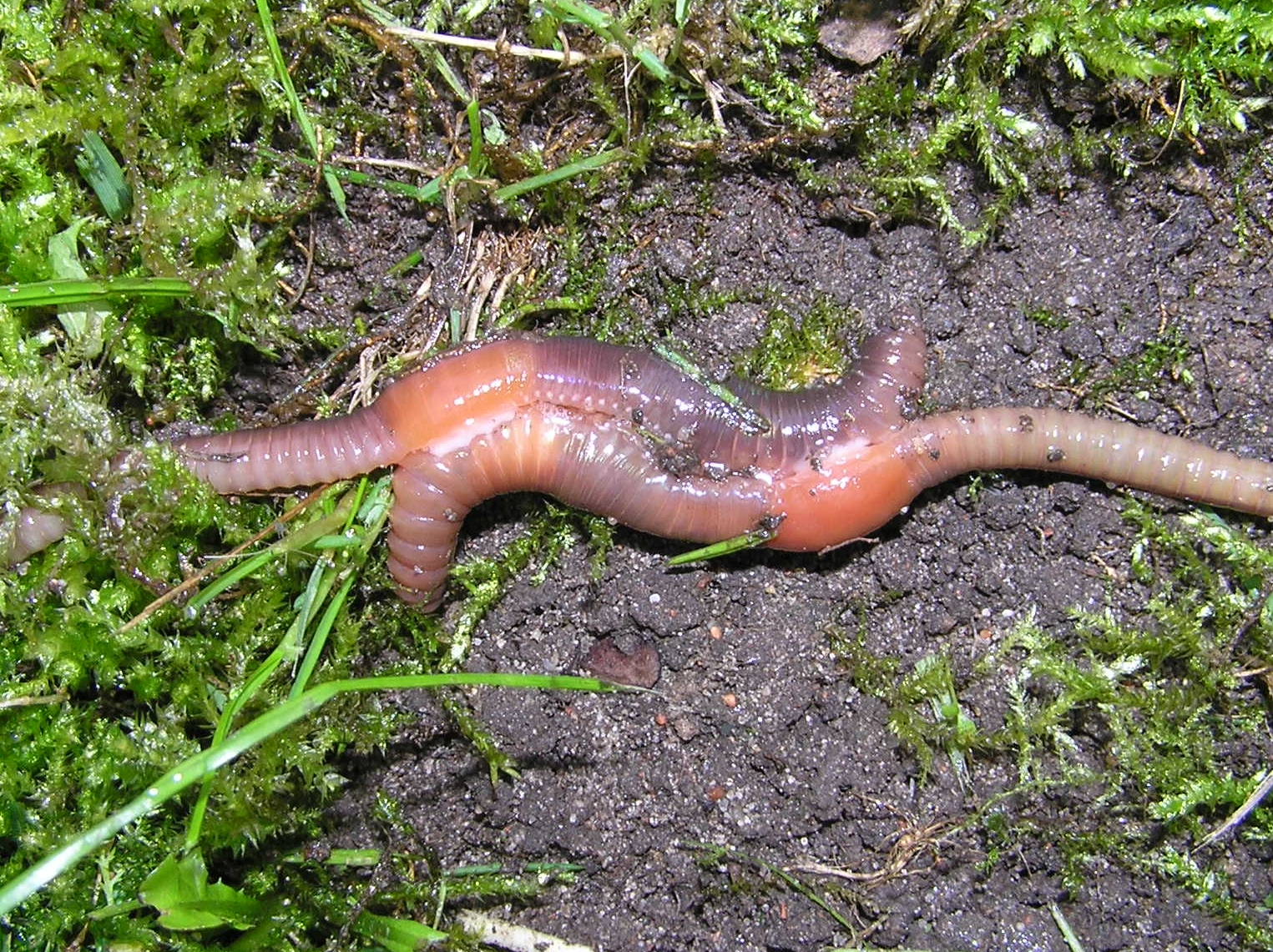
Спаривание дождевых червей

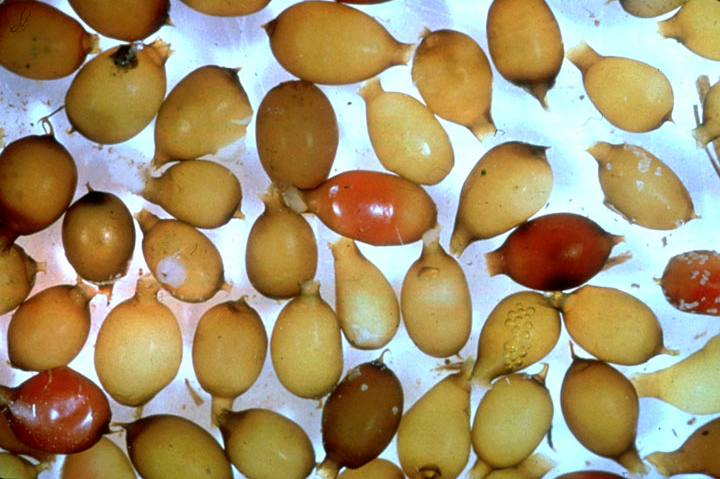
Коконы дождевого червя

Малощетинковые черви — гермафродиты. Размножаются путем перекрестного оплодотворения. Копуляция начинается с того, что два червя располагаются навстречу друг другу и вступают в контакт между собой, соприкасаясь вентральными поверхностями передних участков тела. При этом у большинства олигохет мужские половые отверстия одной особи располагаются непосредственно напротив семяприемников другой. Выделенная поясками слизь обволакивает червей, помогая им удерживаться в такой позиции. Кроме того, сцепление дополнительно обеспечивается специализированными половыми щетинками, расположенными в области мужского полового отверстия или семяприемников. После этого происходит взаимный обмен семенной жидкостью. Затем спаривавшиеся черви расходятся.
Для олигохет характерно прямое развитие и, следовательно, они имеют довольно богатые желтком яйца. Яйца водных форм, как правило, содержат больше желтка, нежели яйца наземных видов. Развитие протекает внутри кокона; продолжается от восьми дней до нескольких месяцев, после чего из кокона выходит ювенильная особь.
Вегетативное (бесполое) размножение широко распространено среди водных олигохет, особенно Aeolosomatidae, Naididae и Lumbriculidae.

## Классификация
Описано примерно 3000 видов. В России — 450 видов.
Некоторые виды:
- Трубочник обыкновенный
- Mesenchytraeus solifugus — умирает от жары при температуре +10 °C, а при комнатной температуре разлагается[источник не указан 1163 дня]

Наиболее известная группа — Дождевые черви
- отряд Haplotaxida
- отряд Haplotaxoidida
- отряд Lumbriculida
- отряд Moniligastrida
- отряд Limpluvida
- отряд Ohtakianida
- отряд Pelodrilida